# 大公国际
大公国际资信评估有限公司是中華人民共和國的信用评级机构之一。大公国际目前是在中华人民共和国和欧盟均拥有评级业务资质的评级机构，曾在香港拥有评级业务资质。

## 历史
1994年，经中国人民银行和国家经济贸易委员会批准大公国际资信评估有限公司成立。
2007年12月，大公国际和天津财经大学联合创办天津财经大学大公信用管理学院。
2009年5月，大公國際與中國官方通訊社新華社簽署合作框架協議，宣布雙方將在“推动中国信用体系建设和发展方面展开合作”。
2010年，美国证券交易委员会（SEC）以不能“跨境監管”為由，驳回了大公国际进入美国市场的申请。
2013年6月，大公欧洲资信评估有限公司经欧洲证券及市场管理局批准在欧盟境内开展评级业务。
2014年7月，大公國際資信評估（香港）有限公司獲香港證監會正式批准開展評級業務。
2018年8月，中国银行间市场交易商协会决定给予大公国际资信评估有限公司严重警告处分，责令其限期整改，并暂停债务融资工具市场相关业务一年。。同时，北京证监局联合中国证券业协会拟责令大公国际限期整改，期限一年，整改期间不得承接新的证券评级业务，更换不符合条件的高级管理人员。
2019年1月30日，大公國際資信評估(香港)有限公司退回香港證監會的第十號牌照，從此退出國際評級業務。
2019年4月18日，中國國新收购大公国际58%的股份，成為其控股股東

## 长期信用评级
大公国际对借款人的信用评级从 AAA 到 C 级不等，且在 AA 和 CC 之间的每一级都有中间评级（如 AA+、AA 和 AA-）。 
- AAA：最高信用等级
- AA：极高信用等级
- A： 高信用等级
- BBB： 中等信用等级
- BB： 中低信用等级
- B： 较低信用等级
- CCC： 低信用等级
- CC：极低信用等级。
- C：最低信用等级。贷款人无法履行财务义务，可能正在经历破产。

## 短期信用评级
债务期限为 1 年或 1 年以下的按 A-1 至 D 级评级。 
- A-1：最高信用等级
- A-2：良好信用等级
- A-3：一般信用等级
- B： 严重投机信用评级
- C： 高违约风险信用评级
- D： 违约

## 部分争议性事件
有媒体报道部分大公國際之評級結果與國際主要信用評級機構之評級結果有所不同，例如中、俄、印等國信用評級均超過美、英、德國。 但经证实大公给与中、俄、印等國信用評級均超過美、英、德國的说法该并非属实，其中美国、英国、德国均高于印度，而英国、德国均高于俄罗斯。目前大公给与中国的主权评级为AA+，俄罗斯为A，印度为BBB，德国为AA+，英国为A+，美国为BBB+。
有媒体报道大公国际在一年之内给出了156个AAA最高评级，质疑为滥发评级。。然而，这种情况可能是由于中国不同的信用评级体系造成的，而非大公国际的独有现象。 比如，中国国内评级公司对企业的主体评级主要集中在 AA 等级，除鹏元外的评级机构 AA 级企业占比达到所有受评企业的 40% 左右，鹏元则高达 67.67% 。与国际评级给予最高 AAA 等级的比例偏低不同的是，中国国内拥有 AAA 等级的企业较多，如中诚信 AAA 级企业占比达 25.53%。
大公国际在温州7.23列车追撞事故後，給鐵道部評級3A，高于中國國家信用評級。對此大公國際回應稱，“在大公信用评级标准体系中，国家信用评级和企业信用评级分属两个不同的主体排序范围，因此，大公给予中国本币AA＋与铁道部的AAA信用等级没有必然联系，不具有可比性”。国家信用评级属于国际刻度评级序列，而中国国内的企业信用评级，则属于国内评级刻度序列。 经查证，比如，大公给与首钢集团的国内刻度评级为AAA，但给与其国际刻度评级为A ，远低于其国内刻度评级。 这一处理方式是和“三大”评级机构类似，如穆迪同样针对特定国家的国内排序发布国内刻度评级，而标准普尔同样如此。
2017年11月-2018年3月，大公国际资信评估有限公司在为相关发行人提供信用评级服务的同时，直接向受评企业提供咨询服务，收取高额费用。同时，在中国银行间市场交易商协会业务调查和自律调查工作开展过程中，大公国际资信评估有限公司向协会提供的相关材料存在虚假表述和不实信息。 北京证监局现场检查发现大公国际资信评估有限公司如下问题：一是大公国际与关联公司公章混用，内部控制机制运行不良，内部管理混乱；二是在为多家发行人开展评级服务的同时为发行人提供咨询服务，收取高额费用，有违独立原则；三是部分高管人员及评审委员会委员资质不符合要求；四是个别评级项目底稿资料缺失，模型计算存在数据遗漏等。 大公表示对发展过程中出现风险管理问题，向各界人士表达深深歉意，将在监管部门的指导帮助下，按要求逐项对照、彻底整改，并认真研究解决行业面临的新情况、新问题，确保各项业务和工作完全合规合法、稳步有序推进。将继续坚持走民族品牌国际化发展道路，坚持客观、公正、独立的评级原则，坚持适应国家发展需求推进评级模式创新，坚持积极推动国际评级体系改革。 
大公国际于2018年被交易商协会调查之际，疑似向中国人民银行行长易纲发信指称，“大公资信的不当处罚，将毁掉一个在国际舞台上维护国家利益的民族品牌”

大股东关建中被指责让公司变成一言堂。大公内部的《大公集团运营管理手册》表示，“必须坚持以关建中思想为指导方针"

有媒体指控大公的操作试图误导市场参与者产生一个错觉大公带有着国营的成分的错觉。查询工商资料显示，大公国际是一个私人企业。大公国际资信评估公司为大公国际集团，北京化行宏良投资管理咨询有限公司分别出资60%，40%成立。大公国际集团的持股关系则更为复杂——其借助北京德明弘鑫投资有限公司、北京明德华安投资管理咨询有限公司，大公国际控股等法人实体，以及实际控制法人主体背后的自然人关键中、武燕、周文生、黄晋西四个股东“交叉持股”，实现对大公国际资信评估公司的控股。 然而，经查证，大公国际并未声称其有国营成分。相反，在其媒体发布中，多次提到大公是私营企业。